# Crisis diplomática por las islas Malvinas de 1770

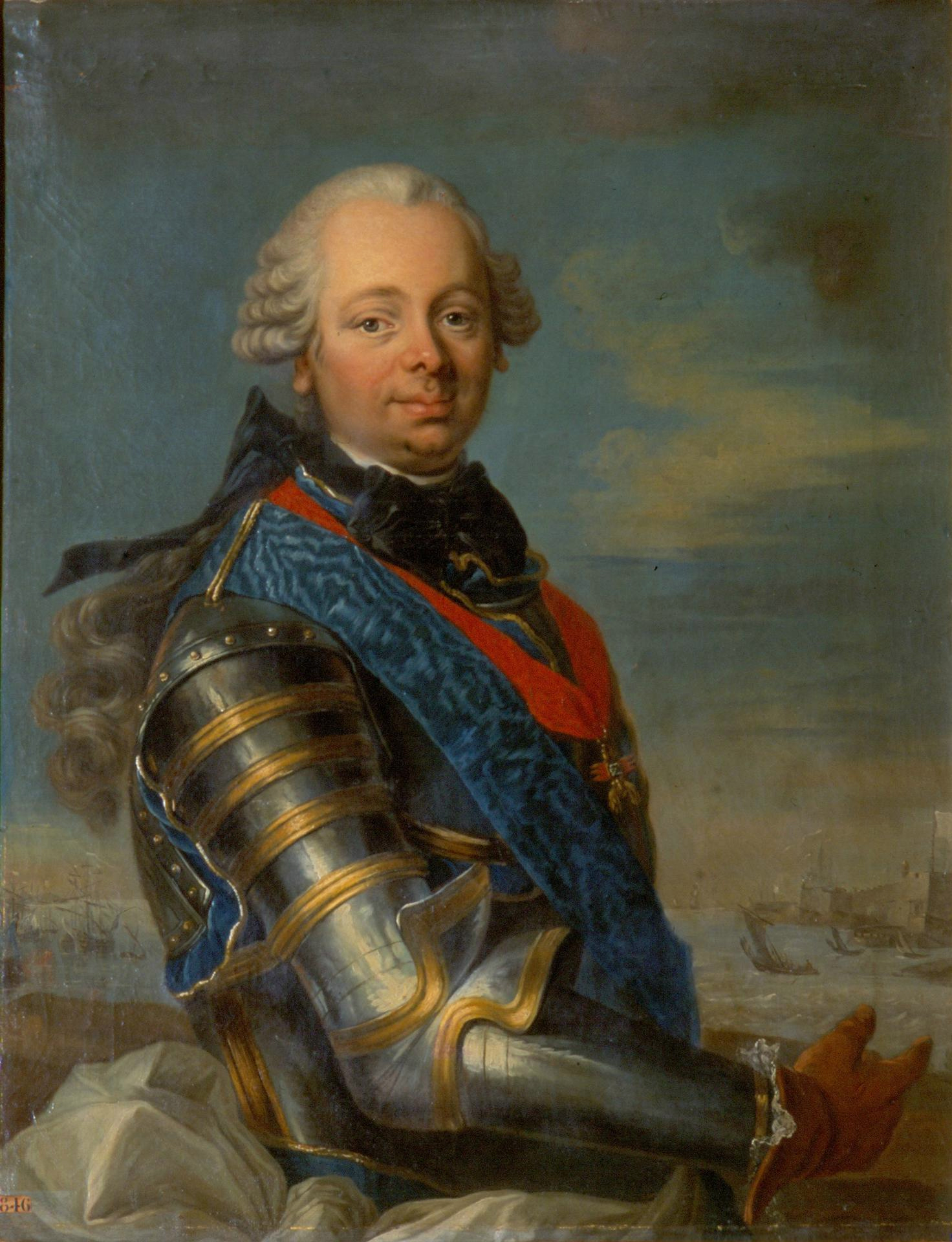
El diplomático francés Étienne François de Choiseul tuvo una actuación destacada durante el conflicto.

La crisis diplomática por las islas Malvinas de 1770 enfrentó a España y el Reino de Gran Bretaña en torno a la cuestión de la soberanía de las Islas Malvinas. La crisis se originó con el establecimiento clandestino que los británicos levantaron en la isla Trinidad, en el oeste de Malvinas, y llevó al borde de la guerra a España y Francia con el Reino Unido.

## Antecedentes

### La colonización francesa

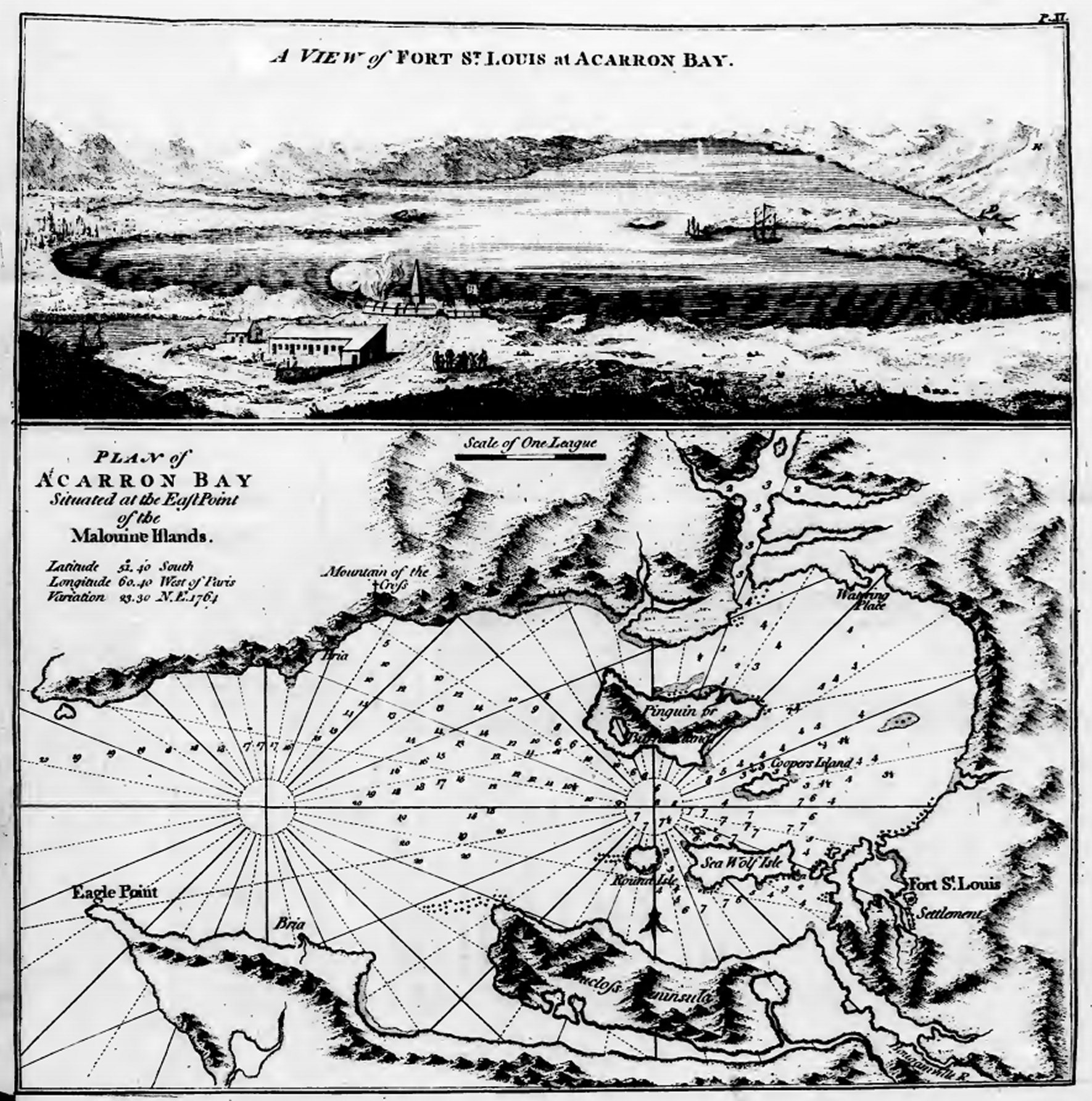
Puerto Luis fue el primer asentamiento de las islas Malvinas.

El primer ocupante de las islas Malvinas fue el francés Louis Antoine de Bougainville, que estableció una colonia en la isla Soledad. La expedición contaba con la autorización de las autoridades francesas que pretendían expandir sus colonias de ultramar. Bougainville partió de Saint Maló el 15 de septiembre de 1763 y llegó a las islas el 31 de enero de 1764. Durante varios días realizó exploraciones, en busca de un buen fondeadero, hasta dar con la bahía donde levantaría el asentamiento. La plaza, que contaba con un fuerte, fue denominada Puerto Luis en honor a Luis XV. La ceremonia de toma de posesión, se realizó el 5 de abril de 1764 y el decreto real de posesión fue firmado por Luis XV el 12 de septiembre de 1764. Un año después la colonia tenía 150 habitantes.
Cuando España tuvo conocimiento de la presencia francesa en Malvinas, protestó y reclamó su entrega. Ambos países estaban unidos por el Pacto de Familia. España temía que el éxito de la empresa colonial francesa en tierras americanas, incentivara a los británicos a seguir el mismo camino; era conocido el interés del Almirantazgo por establecer una base naval en las islas. El marqués de Grimaldi le exigió a su par francés, el duque de Choiseul la entrega de la colonia. En un primer momento el gobierno francés se mostró reticente, pero aún lastimado por las pérdidas de la Guerra de los Siete Años, quiso evitar conflictos con su aliado. Choiseul aceptó y le ordenó a Bougainville que arreglase la transferencia de la colonia en Madrid. El convenio establecía la entrega de la colonia y el pago de una suma de dinero a Bougainville para compensarlo por los gastos.

### La administración española
La transferencia de la colonia se realizó el 1º de abril de 1767 y Felipe Ruiz Puente fue nombrado como el primer gobernador español de las islas, dependientes del Virreinato del Río de la Plata. Así comenzó la administración ininterrumpida del archipiélago por parte de España, que sumó a sus derechos de soberanía, el derecho del primer ocupante heredado de Francia.

### La incursión británica
[the Falklands are] undoubtedly the key to the whole Pacific Ocean. This Island must command the Ports and trade of Chile, Peru, Panama, Acapulco and in one word all the Spanish Territory upon that sea. It will render all our expeditions to those parts most lucrative to ourselves, most fatal to Spain.
[las Malvinas son], sin duda, la clave de todo el Océano Pacífico. Esta isla debe manejar los puertos y el comercio de Chile, Perú, Panamá, Acapulco y, en una palabra, todo el territorio español en ese mar. Hará que todas nuestras expediciones a esas partes sean más lucrativas para nosotros y más fatales para España.
Conde de Egmont, Primer Lord del Almirantazgo

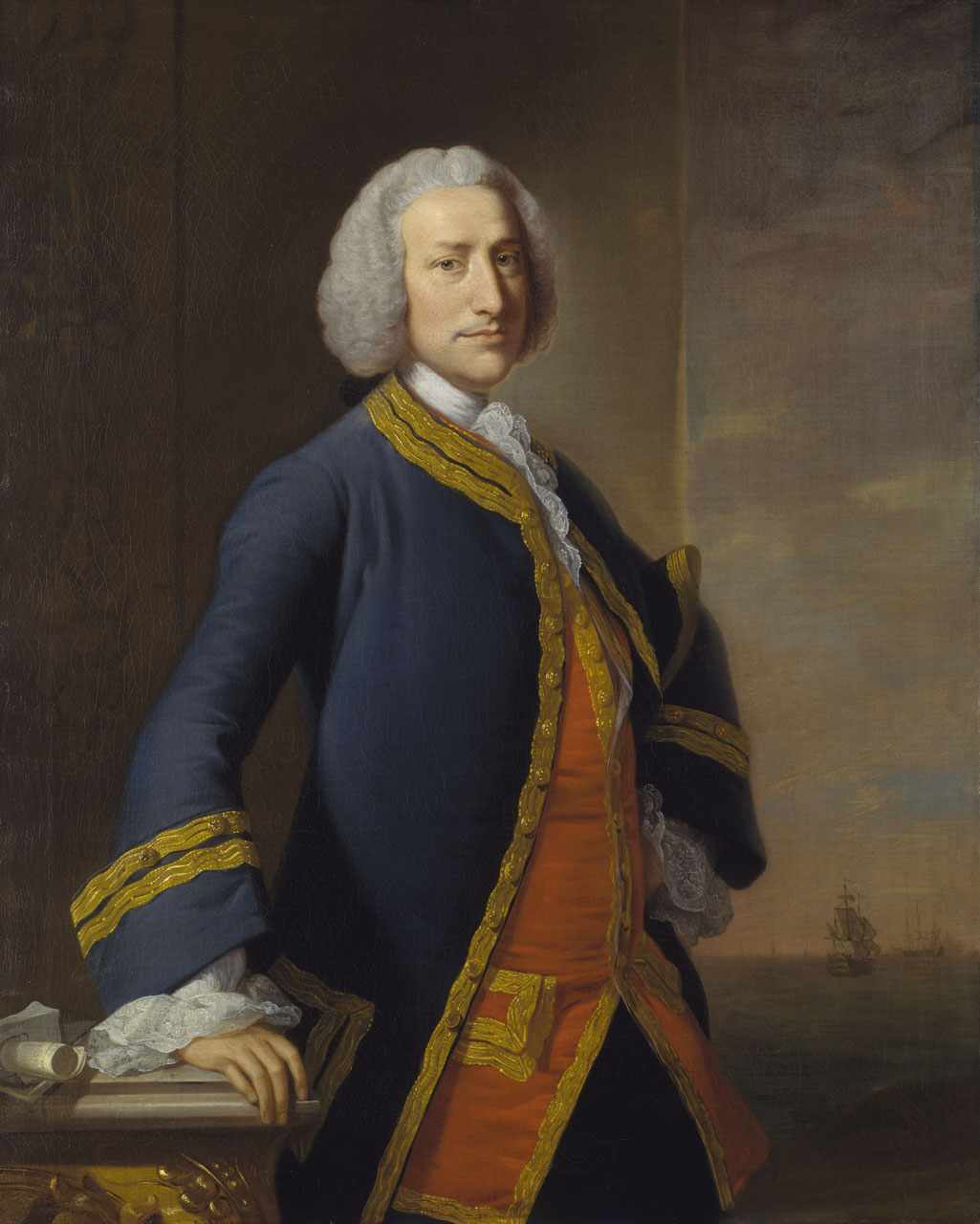
George Anson resaltó la importancia de Malvinas para enfrentar a España.

George Anson, Primer Lord del Almirantazgo estaba convencido de la necesidad de contar con una base de operaciones, para interrumpir el comercio español en Sudamérica. Las islas Malvinas eran el lugar ideal para lograr ese objetivo, sin embargo, España siempre protestó los intentos de exploraciones británicas en la zona alegando sus derechos al mar cerrado, que implicaba la prohibición de navegar por aquellas aguas. Una expedición británica a las islas, planeada en 1749, despertó enérgicas protestas españolas; aunque los británicos manifestaron que no le reconocían derechos a España en esos mares, decidieron abortar la expedición ante el reclamo.
En 1764 el Reino Unido decidió emprender una expedición a las islas Malvinas, que fue realizada con el máximo de los secretos para evitar nuevas protestas españolas. La expedición estaba dirigida por John Byron y la tripulación solo conoció su verdadero destino cuando partieron de la última escala en Brasil. El 11 de enero de 1765 avistó la isla Gran Malvina y estableció su base provisional en un lugar que denominó Port Egmont, en honor a entonces Primer Lord del Almirantazgo. Byron no constituyó ningún asentamiento, solo dejó un pequeño huerto que luego sería utilizado como prueba de posesión.
La expedición estaba al mando del capitán John McBride, que llegó a las islas el 8 de enero de 1766, casi dos años después de la llegada de los franceses. La expedición, que fue preparada en secreto, estaba compuesta por 3 barcos: el Jason, la balandra Carcass y el buque de aprovisionamiento Experiment.

## Primeros altercados

### La presencia francesa y británica

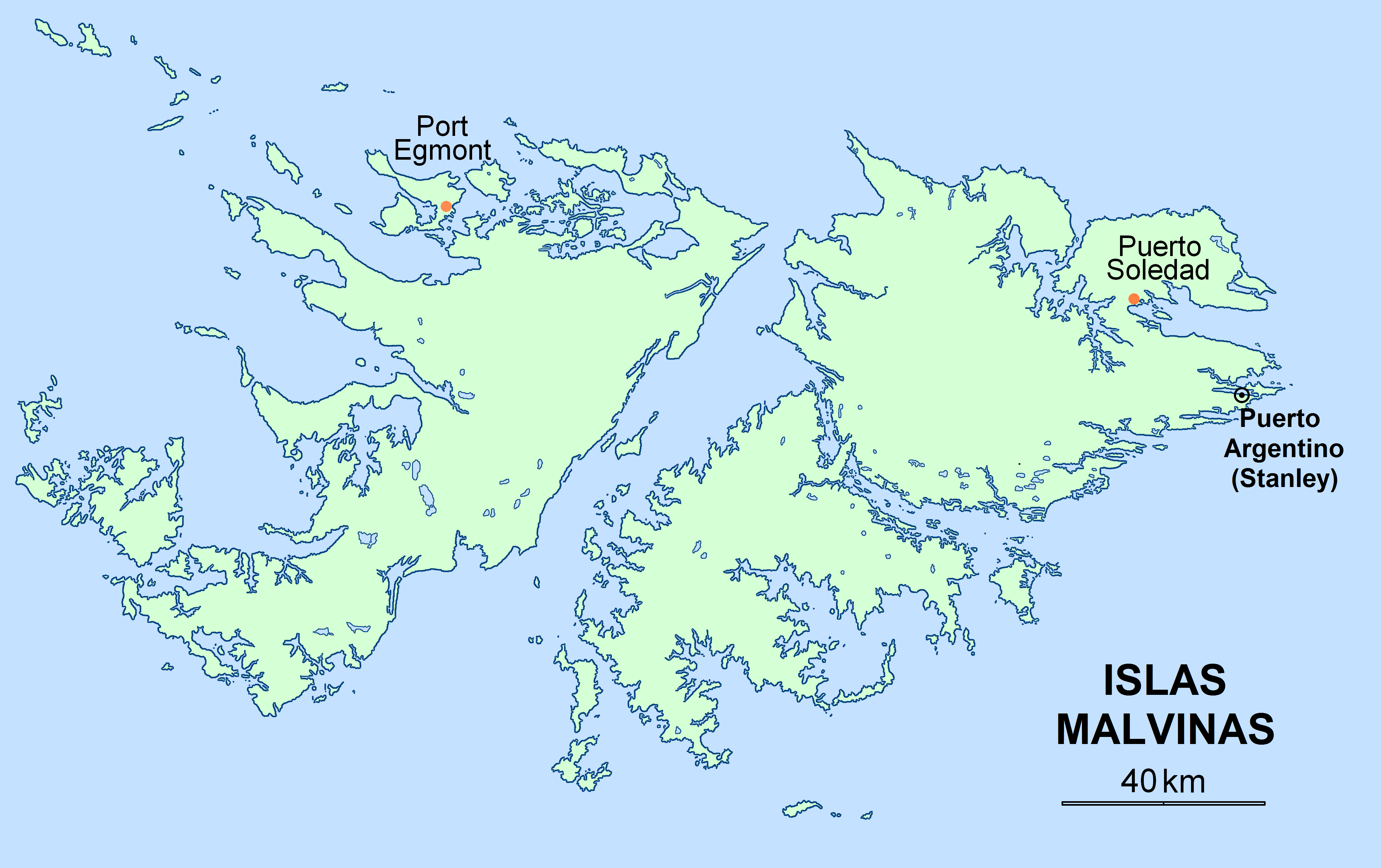
Localización de Puerto Egmond y Puerto Soledad (o Luis).

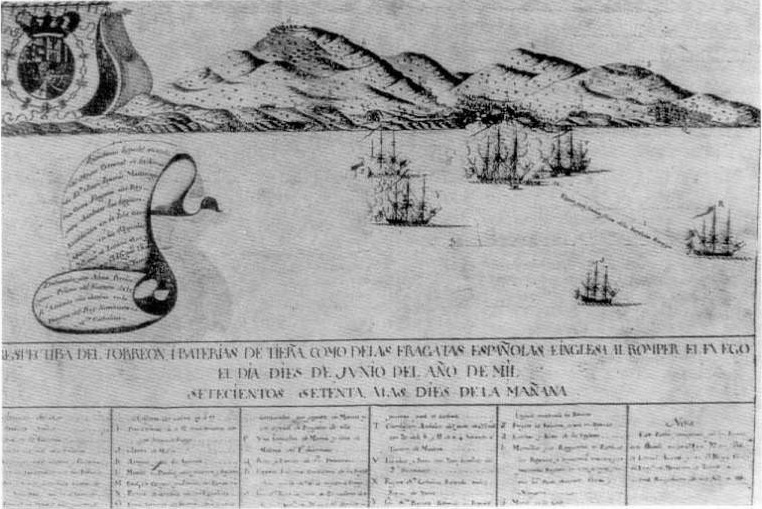
Grabado español sobre el combate y captura de Puerto Egmont.

Cuando el capitán McBride partió de Londres, la presencia de una colonia francesa en Malvinas era un rumor. En el informe que presentó ante el Almirantazgo, Byron afirmó que las islas estaban deshabitadas; durante su reelevamiento no pasó del cabo Pembroke y eso le impidió observar Puerto Luis. En marzo de 1766 el Almirantazgo le confirmó a McBride la presencia de los franceses y el 2 de diciembre de ese mismo año descubrió el establecimiento de Puerto Luis.
Las islas junto a la zona del Atlántico Sur pertenecían a la real audiencia de Charcas y más tarde al recién creado Virreinato del Río de la Plata En esta región la Corona española venía ejerciendo regularmente su soberanía durante más de dos siglos, la cual era reconocido por las principales potencias de la época y ante quienes, a través de distintos Tratados bilaterales y multilaterales, así como mediante acciones bilaterales, hizo valer sus derechos. . Nerville rechazó los reclamos y le informó a McBride que las islas pertenecían a Francia y que debía retirarse de las mismas.Luego de este incidente, el rey Carlos III resolvió que España debía fundar y mantener un establecimiento en las Islas Malvinas. En octubre de 1766, una real orden les informó al virrey del Perú y al gobernador de Buenos Aires la decisión del monarca español de hacer depender administrativamente a las Islas Malvinas de la gobernación y capitanía general de Buenos Aires. Designaba además, al capitán de navío Felipe Ruiz Puente como gobernador del archipiélago.

### La expedición de Bucarelli
En 1768 el gobernador de Buenos Aires, Francisco de Paula Bucarelli, recibió instrucciones de evitar el establecimiento de cualquier colonia británica en territorio del virreinato. En diciembre de 1769, partió con tres buques hacia las Malvinas para dar cumplimiento a las órdenes impartidas desde Madrid.

### Desalojo de Puerto Egmont
El comandante Juan Ignacio de Madariaga dirigió una expedición hacia Puerto Egmont con 1500 soldados y 4 buques de guerra. Partió del Apostadero Naval de Montevideo el 11 de mayo de 1770. El 4 de junio de 1770 fondeó en la bahía de Puerto Egmont y conminó a los británicos a abandonar las islas. Madariaga fundamentaba su demanda en el derecho internacional vigente, que impedía establecer colonias en esa parte del mundo sin el consentimiento del rey de España.

## La crisis diplomática

Las tres potencias en pugna
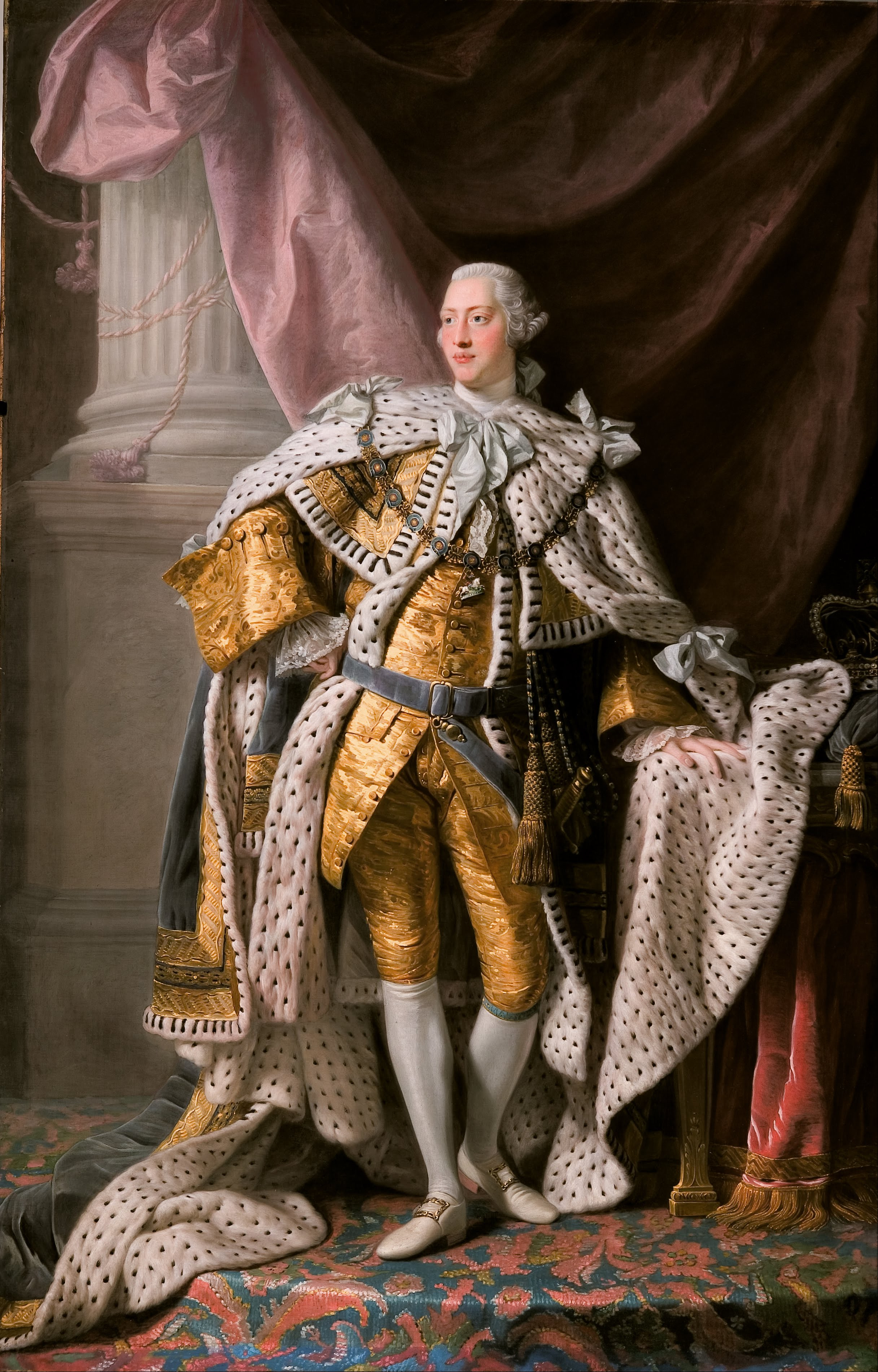
George III de Gran Bretaña.
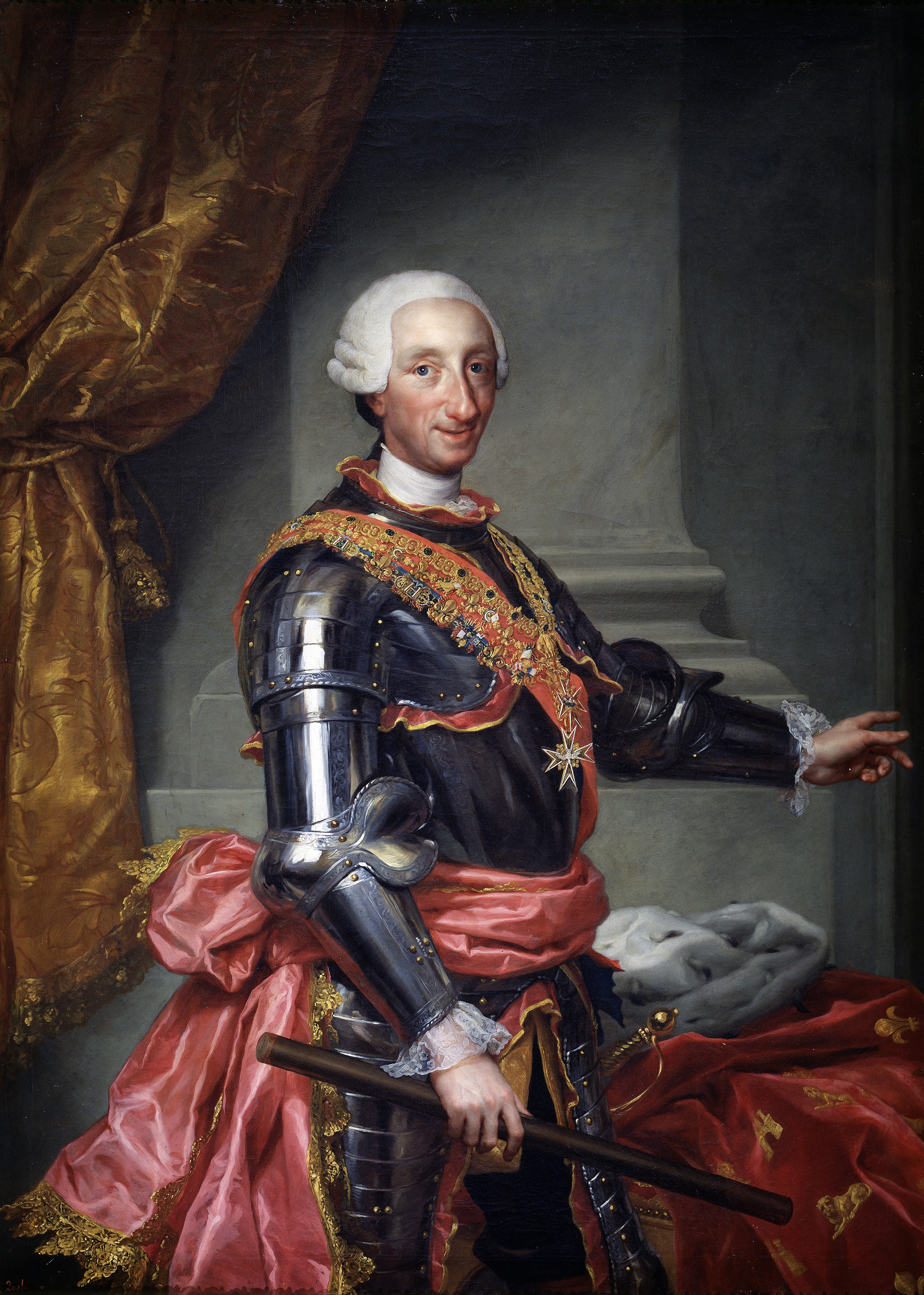
Carlos III de España.
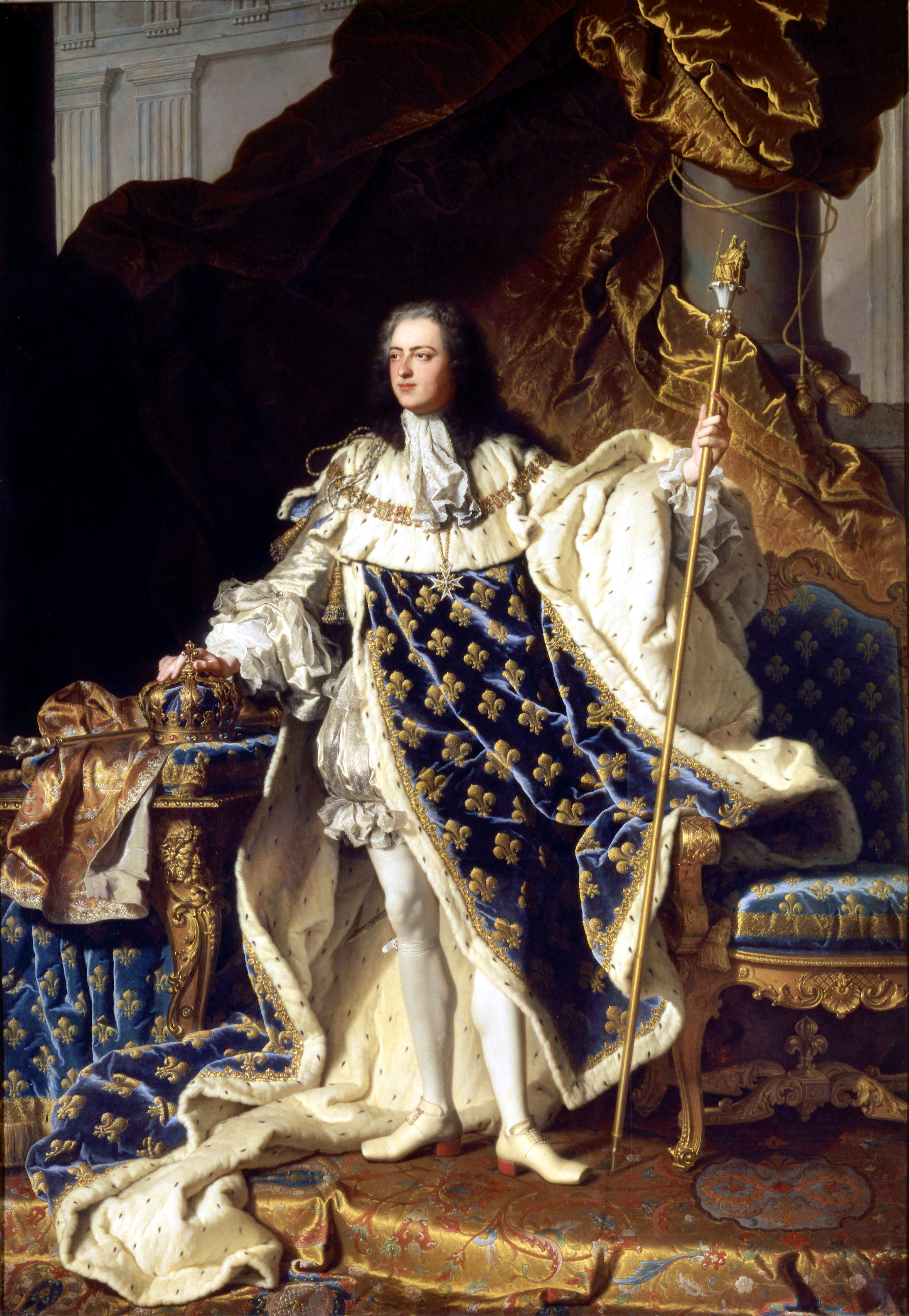
Luis XV de Francia.

### Los preparativos para la guerra
El 11 de agosto de 1770 Juan Ignacio de Madariaga llegó a Cádiz para informar a la corte española sobre los sucesos de Puerto Egmont y el exitoso desalojo de la guarnición británica. La noticia fue recibida con preocupación por las autoridades españolas. Comprendieron que se encontraban en una disyuntiva: si avalaban la acción de Bucarreli, la guerra sería inevitable en cuanto los británicos tuvieran conocimiento del incidente. Si, por el contrario, desautorizaban la expedición, sus derechos sobre las islas se verían perjudicados.
Tanto España como Francia consideraban que sus ejércitos no estaban preparados para embarcarse en una guerra con Gran Bretaña. Grimaldi se propuso evitar la guerra a toda costa y para eso instruyó a Masserano para que este informase al gobierno británico lo ocurrido en Puerto Egmont, haciendo hincapié en que Bucarelli actuó precipitadamente sin la debida autorización real. Los españoles esperaban evitar una respuesta violenta de los británicos y llegar a un acuerdo pacífico.
Cuando el buque británico Favorite llegó a Gran Bretaña con las noticias de lo ocurrido en Puerto Egmont, los preparativos para la guerra se intensificaron.

### La política interna británica

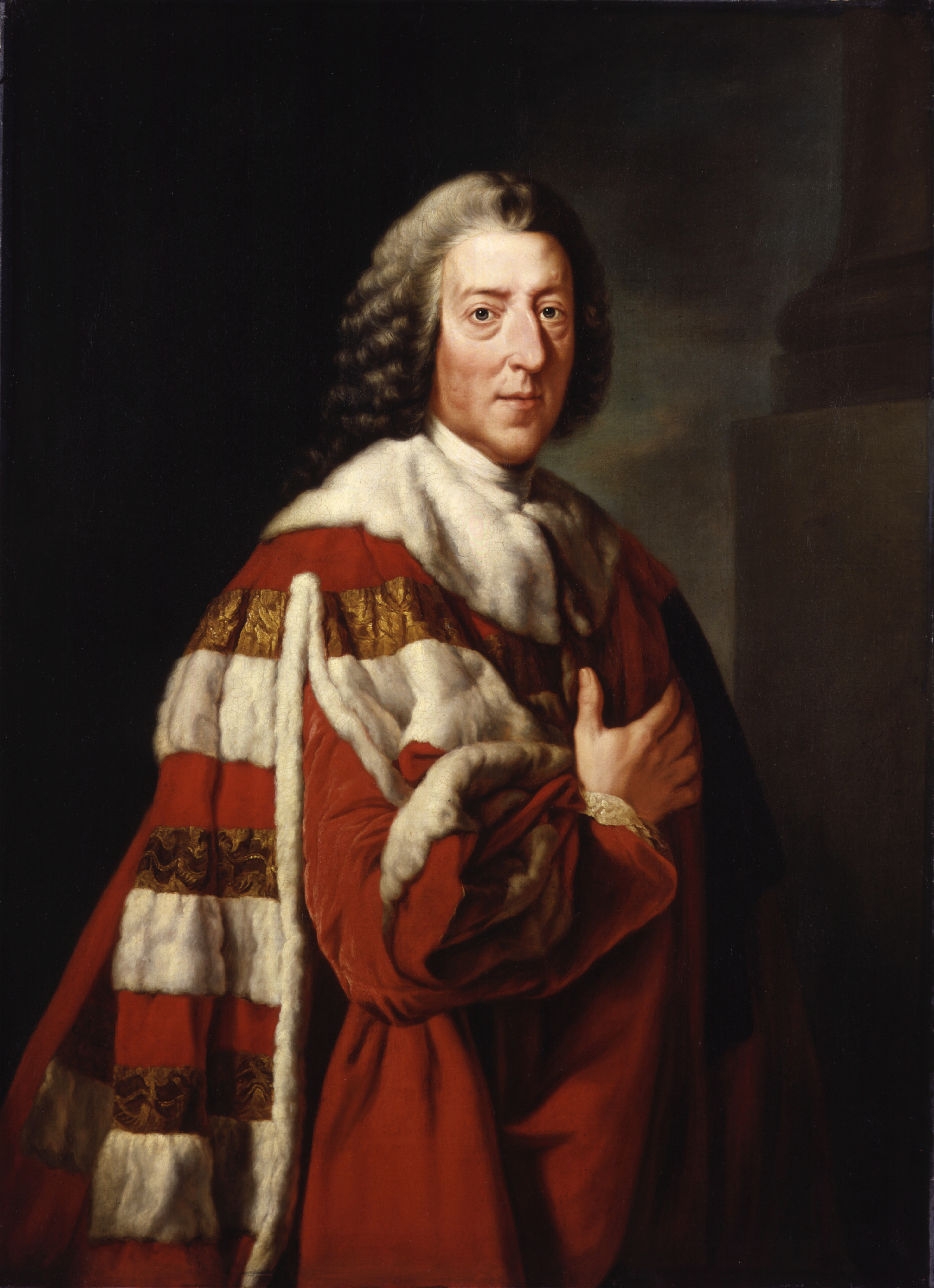
Chatham afirmó en el parlamento que el acuerdo era una ignominia porque no resolvía la cuestión del derecho y solo devolvía Puerto Egmont.

Frederick North, el primer ministro estaba en una situación comprometida. Su principal oponente en el parlamento era Chatham, un político hábil que tuvo una gran participación durante la Guerra de los Siete Años. Cuando se tuvieron noticias de los acontecimientos en la isla Trinidad, Chatham y sus seguidores iniciaron una crítica furibunda contra la manera en que se conducía la negociación con España y las demoras en los preparativos para a guerra. North comprendía que, si se producía la guerra con España, sus puestos en el gobierno peligrarían y serían reemplazados por Chatham. Por ello debía alcanzar un acuerdo satisfactorio con España que calmara los ánimos belicosos sin llegar a un enfrentamiento armado.

### El acuerdo secreto
North era consciente de que cualquier compromiso público con los españoles sería ruinoso para su carrera política. Para solventar ese problema le propuso a Masserano un acuerdo de palabra: si España aceptaba restituir Port Egmont para salvar el honor del rey Jorge III, Gran Bretaña se retiraría voluntariamente de las islas en breve plazo, una vez que los ánimos se hubieran serenado.
James Harris, el embajador británico en Madrid, notificó a su gobierno el 14 de febrero de 1771 sobre la existencia de un informe del gobierno español, donde se afirmaba que el gobierno británico dio una promesa verbal de evacuar las islas en dos meses.

### La declaración de Masserano
El 22 de enero de 1771 se realizó el intercambio de notas entre el Príncipe de Masserano, embajador de España en Gran Bretaña y el conde de Rochford, por parte del gobierno británico. España se comprometía a restaurar Puerto Egmont al statu quo ante. La declaración de Masserano indica de manera expresa, que esa restauración se realiza con la sola intención de reparar la ofensa que supuso para el rey Jorge III la expulsión violenta de súbditos británicos.  Prosigue la declaración indicando que esa restauración no se puede interpretar como una renuncia de la cuestión de soberanía por parte de España.
Gran Bretaña aceptó la declaración sin formular objeciones ante la reserva española y aceptando, además, que continuase la ocupación de las islas por parte de España. La aceptación británica era un reconocimiento de la soberanía española sobre las islas.
La declaración de Masserano dice:

Declaración por parte de España.

Habiéndose quejado su Majestad británica de la violencia cometida el 10 de junio de 1770 en la isla llamada comunmente la Gran Malvina y por los ingleses Isla de Falckland, obligando a la fuerza al comandante y súbditos de su Majestad británica á evacuar el que ellos denominan Puerto Egmont, paso ofensivo al honor de su corona; el Príncipe de Maserano, embajador estraordinario de su Majestad católica tiene órden de declarar y declara, que su Majestad católica en consideracion al amor que tiene á la paz y á que continúe la buena armonia con su Majestad británica, y reflexionando que aquel suceso pudiera interrumpirla, ha visto con desagrado dicha empresa capaz á turbarla; y en la persuasion en que su Majestad se halla de la reciprocidad de sentimientos de su Majestad británica y de cuán lejos se halla de autorizar cosa alguna que pudiese turbar la buena inteligencia ente ambas córtes, su Majestad católica reprueba la sobredicha violenta empresa: y por lo tanto, el príncipe de Maserano declara, que su dicha Majestad católica se obliga á dar órden inmediatamente que se repongan las cosas en la Gran Malvina y Puerto de Egmont en el mismo estado que se hallaban antes del 10 de junio de 1770; á cuyo efecto su Majestad católica comisionará á uno de sus oficiales para entregar al oficial autorizado por su Majestad británica el puerto y fuerte llamado de Egmont, con toda la artillería, municiones de guerra y efectos de su Majestad británica y de sus súbditos, que se hallaban allí el mencionado dia, conforme el inventario que se formó.
El príncipe de Maserano declara al mismo tiempo en nombre del rey su amo, que la promesa que hace su dicha Majestad católica de restituir á su Majestad británica la posesion del fuerte y puerto llamado de Egmont no perjudica de modo alguno á la cuestión del derecho anterior de soberanía de las Islas Malvinas, por otro nombre de Falckland. En fé de lo cual, yo el infrascrito embajador estraordinario he firmado la presente declaración en la forma que acostumbro, y le he hecho poner el sello de mis armas.

En Londres, á 22 de enero de 1771. Firmado: El Príncipe de Masserano.

Y la aceptación británica dice:

Aceptación de la declaración anterior.

Habiendo autorizado su Majestad católica al escelentísimo señor príncipe de Maserano, su embajador estraordinario para que ofreciese en nombre de su Majestad al rey de la Gran Bretaña una satisfaccion por la injuria hecha á su Majestad británica, desposeyéndole del fuerte y puerto Egmont; y habiendo firmado hoy dicho embajador una declaración que acaba de entregarme y en que espresa, que deseoso su Majestad católica de restablecer la buena armonia y amistad que subsistia antes entre las dos coronas reprueba la espedicion contra Puerto Egmont, en la cual se empleó la fuerza contra las posesiones, comandante y súbditos británicos, y promete también reponer inmediatamente todas las cosas en el mismo estado en que estaban antes del 10 de junio de 1770; y que su majestad católica dará comision á uno de sus oficiales para entregar al oficia comisionado por su Majestad británica el puerto y fuerte de Puerto Egmont; como igualmente toda la artillería municiones y efectos de su Majestad británica y de sus súbditos, según el inventario que se formó, y habiéndose también obligado dicho embajador en nombre de su Majestad católica á que se realizará el contenido de dicha declaración, entregándose en el término de seis semanas á uno de los primeros secretarios de estado de su Majestad británica el duplicado de las órdenes que pase su Majestad católica á sus oficiales. Su Majestad británica á fin de manifestar las mismas disposiciones amistosas, me ha autorizado á declarar que mirará la citada declaración del Príncipe de Maserano y el entero cumplimiento de la promesa de su Majestad católica como una reparacion de la injuria hecha á la corona de la Gran Bretaña.
En fé de lo cual, yo el infrascrito, uno de los principales secretarios de estado de su Majestad británica, he firmado la presente en la forma que acostumbro, y le hice poner el sello de mis armas. 

En Londres, 22 de enero de 1771. Firmado: Rochford.

## La solución de la crisis

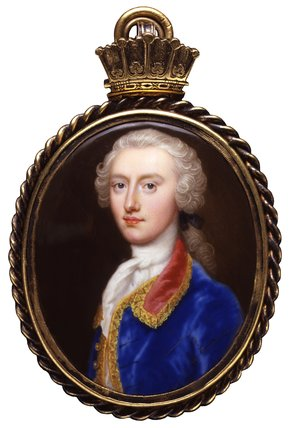
Rochford aceptó sin objeciones la reserva de derechos de España.

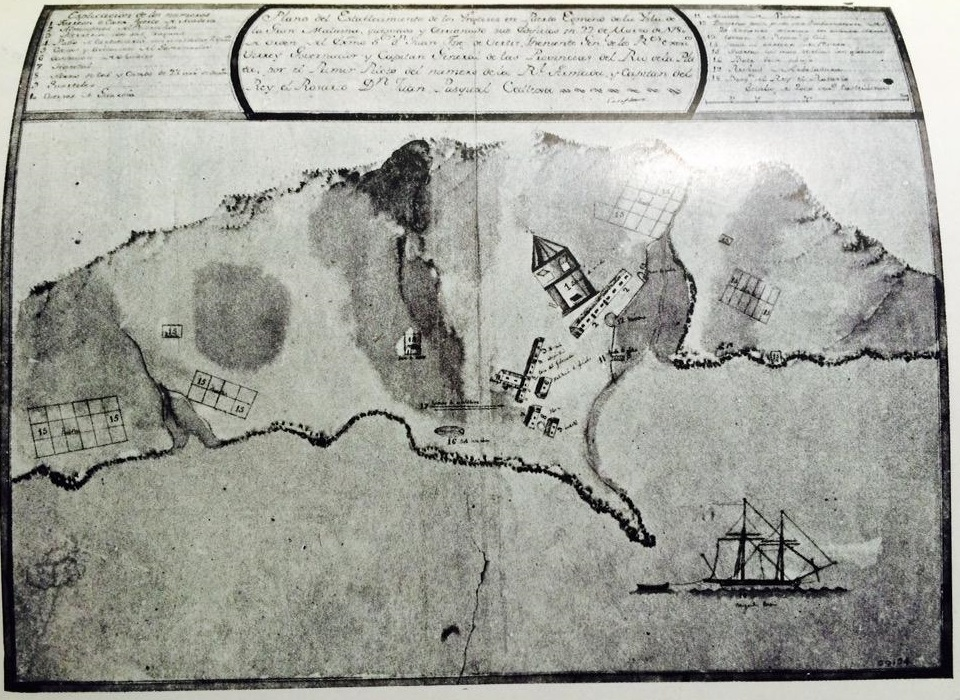
Panorama de Puerto Egmont en 1780, durante la expedición de Callejas con el bergantín S.M. Rosario para incendiar y arrasar las edificaciones.

### Restablecimiento temporal de Puerto Egmont
We, therefore, called for restitution, not as a confession of right, but as a reparation of honour, which required that we should be restored to our former state upon the island, and that the king of Spain should disavow the action of his governour.
En consecuencia nosotros reclamamos la restitución, no como confesión de un derecho, sino como una reparación de honor, que requería que se nos restaurara en nuestra condición anterior sobre la isla, y que el rey de España desautorizase la acción de su gobernador.
Thoughts on the Late Transactions Respecting Falkland's Islands, Samuel Johnson (1771)

La restitución efectiva de Puerto Egmont a Gran Bretaña se realizó el 15 de septiembre de 1771.
Paulatinamente la guarnición fue reducida cada vez que se producía el relevo y reabastecimiento. El abandono definitivo tuvo lugar el 20 de mayo de 1774, aduciendo razones de economía.
Antes de abandonar la plaza, los militares británicos dejaron una placa afirmando que el fuerte y las islas pertenecían al rey Jorge III. Existe una disputa en torno a la redacción de la placa. Algunos autores sostienen que mencionaba las islas Falkland en plural, mientras que otros sostienen que mencionaba la isla Falkland en singular. 

### La destrucción de Puerto Egmont
En 1775 el capitán español Juan Pascual Callejas retiró la placa de Puerto Egmont y se la despachó a sus superiores en Buenos Aires. Cinco años después, siguiendo instrucciones del virrey Juan José de Vértiz y Salcedo, destruyó por completo las instalaciones abandonadas por los británicos. La placa conservada en Buenos Aires sería capturada por los británicos durante la primera invasión inglesa al Río de la Plata en 1806 y llevada a Londres.